# La grande storia
La grande storia è stato un programma televisivo di approfondimento storico in onda su Rai 3 dall'11 settembre 1997 al 27 ottobre 2022.
Il programma faceva parte del "Progetto Storia" di Rai 3 avviato dall'allora vicedirettore Pasquale D'Alessandro. Tale progetto di programmi di carattere storico comprende anche altre trasmissioni quali Correva l'anno, Enigma, Il mio Novecento, Gli Archivi della Storia e Il Novecento raccontato da Paolo Mieli.

## Il programma
Ogni puntata de La grande storia dura circa due ore ed è strutturata sotto forma di monografia (anche se nelle ultime edizioni si passata a una bi o tripartizione), ripercorrendo avvenimenti, fenomeni e vite dei protagonisti che hanno fatto la storia del Novecento. I temi più indagati dal programma sono da sempre Chiesa, nazismo, fascismo e seconda guerra mondiale.
Elemento caratterizzante della trasmissione è lo stile diretto e meno enciclopedico rispetto ai documentari storici della BBC. L'ampio uso di metafore, aneddoti, episodi e documenti che riguardano i protagonisti riesce a rendere il ritmo costantemente incalzante, motivo per cui la trasmissione - pur essendo di divulgazione scientifica - ottiene spesso ottimi risultati di audience.
È un racconto per immagini, musica e parole che viaggia sul filo della memoria, riporta indietro nel tempo, fa rivivere i momenti più significativi di una vicenda senza fine: la storia dell'uomo. Sono puntate monografiche che indagano su questioni e aspetti della storia per ricostruire il mosaico complessivo dei fatti.
Tra le puntate che hanno lanciato definitivamente la trasmissione (tra il 2000 e il 2001) le due intitolate I misteri del nazismo e I misteri del nazismo 2 sullo stretto rapporto dal regime di Adolf Hitler e il mondo dell'occultismo e dell'esoterismo (con la collaborazione dello storico Giorgio Galli).
Particolarmente seguite sono state (e sono ancora, se riproposte) le biografie dei Papi del Novecento tutte curate da Luigi Bizzarri: Pio XII, Giovanni XXIII, Paolo VI, Giovanni Paolo I con collaborazione di Paola Lasi e Giovanni Paolo II. Le due puntate dedicate a Karol Wojtyla, realizzate con la collaborazione di Nicola Vicenti - trasmesse a fine 2006 - hanno avuto un ascolto non consueto per la rete e per un programma di storia.
Nell'edizione estiva del 2007, in onda dal 27 luglio per sei venerdì, il programma si è occupato della storia umana di Padre Pio (puntata firmata da Nicola Vicenti), della vita di Sandro Pertini (da Alessandro Varchetta), dei cinquant'anni di rapporto tra politica e televisione (Edoardo Novelli), degli aiutanti e dei collaboratori di Adolf Hitler (Joseph Goebbels, Hermann Göring, Karl Dönitz e Adolf Eichmann, puntata di Alessandro Varchetta) e di Benito Mussolini (Roberto Farinacci, Italo Balbo, Achille Starace e Alessandro Pavolini, a cura di Enzo Antonio Cicchino). Infine, una puntata su casa Savoia, curata da Nicola Caracciolo.
Esiste anche una versione breve del programma chiamata La Grande Storia Magazine, della durata di 50 minuti, inaugurata nella primavera del 2007. Al centro delle puntate temi più socio-economici e meno propriamente storici: per esempio la vita di Leo Longanesi o la storia del Festival di Sanremo.
Per la serie Archivi della Storia vengono rimandate in onda alcune vecchie puntate in replica, aggiornate e integrate da nuovi commenti e riflessioni, scelte tra quelle che più hanno destato l'interesse nel pubblico televisivo della trasmissione.

## Produzione
Autori del programma sono Luigi Bizzarri (che fino al 2006 ne firmava la cura insieme a Francesco Cirafici), Nicola Bertini, Ilaria Degano e Andrea Orbicciani, con la cura di Anna Maria Rotoli e Mauro Longoni.
Storico autore della serie è Nicola Caracciolo, e nel corso degli anni hanno collaborato Ferdinando D'Arezzo, Italo Moscati, Roberto Olla, Enzo Antonio Cicchino, Nietta La Scala, Nicola Vicenti, Fabio Toncelli, Alessandro Varchetta, Rosanna Lo Santo, Maite Carpio, Nicola Bertini, Ilaria Degano, Andrea Orbicciani e, in qualità di consulenti storici, studiosi di chiara fama come Claudio Pavone, Renzo De Felice, Alberto Melloni, Giovanni Sabbatucci, Gustavo Corni, Ernesto Galli della Loggia, Guido Crainz, Pierre Milza, Antonio Gibelli e molti altri.
Produttore esecutivo è stato fino al 2010 Maria Carla Pennetta. L'edizione 2011 è firmata da Daniela Albini mentre dal 2012 è Maria Iva Casanova.

## Elenco puntate

### 1997
- Galeazzo Ciano - Una tragedia fascista (11/09)
- I 600 giorni di Salò (25/09)
- La grande guerra (02/10)
- Succede un Quarantotto (16/10)

### 1998
- Parla Mussolini (16/02)
- Mal d'Africa (23/02)
- In nome della razza (05/03)
- Il Regno del Sud (12/03)
- Il Piccolo Re (19/03)
- Mussolini combatte (26/10)
- Tutti gli uomini di Hitler 1 (02/11)
- Tutti gli uomini di Hitler 2 (09/11)
- Alleati (16/11)
- La guerra di Spagna (23/11)
- Prigionieri italiani – I soldati italiani nei campi di concentramento 1940-1947 (07/12)

### 1999
- Hitler Amore e Morte di Ferdinando D'Arezzo
- Mussolini la disfatta (15/03)
- Il compagno Stalin (22/03)
- Matrimoni (24/05)
- Il Papa buono (31/05)
- Guerra civile! (07/06)
- L'ultima marcia (06/12)
- Vittime e carnefici (13/12)

### 2000
- Tutti al mare
- La colonna - La storia delle Brigate Rosse a Genova (23/07)
- (4/9)
- Tedeschi (11/09)
- Passioni nere (18/09)
- Epurazione! (26/09)

### 2001
- I misteri del nazismo (26/02)
- Festival (04/03)
- I misteri del nazismo 2 (18/03)
- 1956 (22/04)
- Edda Ciano Mussolini (03/09)
- Gli ultimi samurai (Kamikaze - I campi della morte - Irriducibili, una storia ai limiti dell'incredibile) (10/09)
- La guerra è finita (17/09)
- Emigranti (07/10)

### 2002
- Miss: La più bella sei tu
- Pio XII e gli ebrei
- Kapò (27/01)
- I Misteri del Nazismo 2 (18/3)[3]
- Prigionieri di Stalin (13/09)
- Nazismo: immagini segrete (04/10)
- Padrini

### 2003
- Frau Junge: La segretaria di Hitler
- Mussolini: L'ultima verità
- I misteri del comunismo
- La storia di Sandro Pertini

### 2004
- Bombardamenti
- Operazione Odessa, la fuga dei gerarchi nazisti (29/07)
- Il carteggio Churchill-Mussolini; l'ultima verità (06/09)

### 2005
- Lo schermo oscuro - La propaganda di Hitler (21/01)
- Schutz Staffeln, la storia delle SS (28/01)
- La grande storia tricolore - 25 Aprile 1945 (25/04)
- I misteri del comunismo (22/08)
- La Roma di Mussolini

### 2006
- Suoni dal silenzio (27/01)
- In missione per Mussolini (09/02)
- 1968 (16/02)
- Mussolini. Tra pace e guerra (04/09)
- Duccio Galimberti. Il tempo dei testimoni (26/10)
- Giovanni Paolo II, la storia di Karol Wojtyła (prima parte) (22/11)
- Giovanni Paolo II, la storia di Karol Wojtyła (seconda parte) (29/11)
- Giovanni Paolo I, il Papa del sorriso (06/12)
- Paolo VI, il Papa dimenticato
- Il Papa buono
- Pio XII, Il principe di Dio
- Habemus papam! Storia dei Conclavi

### 2007
- L'oro di Dongo (08/01)
- Padre Pio. La Storia di un Santo, di Nicola Vicenti
- Pertini, di Alessandro Varchetta
- Mi consenta. I politici e la TV, di Edoardo Novelli
- Alla corte di Hitler, di Alessandro Varchetta (17/08)
- Casa Savoia, di Nicola Caracciolo
- 1977 - Immagini per un diario ritrovato

### 2008
- Lourdes, la storia
- Madre Teresa. La piccola di Dio
- Padre Pio. La storia di un Santo
- Avanspettacolo (15/08)
- La croce e la svastica
- Giovinezza. Dalla culla al moschetto
- Schutz Staffeln, la storia delle SS

### 2009
- Casa Windsor (02/01)
- Per grazia ricevuta
- Gianburrasca & Co. (21/08)
- Dittatura (07/08)
- Ultimi padrini di Roberto Olla (28/08)
- Umberto II. La favola triste del Re di maggio, di Nicola Caracciolo (11/09)
- Oltre il Muro (18/09)
- Il Concilio - Storia del Vaticano II (18/09)

### 2010
- Piersanti Mattarella, la buona battaglia (04/01)
- Dittatura (02/03)
- Alla corte di Mussolini (09/03)[4]
- Propaganda (04/06)
- Giovinezza. Dalla culla al moschetto (20/08)
- Polenta e macaroni. Quando gli altri eravamo noi (25/08)
- Liberate il Duce! (03/09)
- Duello reale (10/09)

#### Serie "Gli Archivi della Storia"
- Padre Pio. La storia di un Santo (11/06)
- Lourdes, la storia (19/06)
- Madre Teresa. La piccola di Dio (25/06)
- Per grazia ricevuta (02/07)
- La croce e la svastica, di Nietta La Scala, consulenza storica di Giovanni Sale (09/07)
- Casa Savoia (16/07)
- Mussolini: l'ultima verità (23/07)
- Mi consenta. I politici e la tv (30/07)
- Montecassino (06/08)
- Il segreto di Mussolini (13/08)

### 2011
- Romero, voce dei senza voce (03/01)
- 25 aprile, la liberazione! (18/04)
- Giovanni Paolo II. La storia di Karol Wojtyla (25/04)
- Verso la guerra. Fermate Mussolini (02/05)
- Mussolini. Soldi, sesso e segreti (08/07)
- All'ombra del Führer (15/07)
- Cartoline dal Ventennio (22/07)
- ROma-BERlino-TOkio. Terrore dal cielo (29/07)
- Liberate il Duce! La vera storia dell'operazione Quercia (05/08)
- Alla corte di Stalin (12/08)
- Propaganda (19/08)
- Il corpo di Hitler (26/08)
- La pace in marcia (03/10)
- 4 Novembre 1918. La vittoria (04/11)
- Polenta e macaroni. Quando gli altri eravamo noi (16/12)

Serie "La Grande Storia Magazine"
- Matrimoni - I parte (04/06)
- Matrimoni - II parte (11/06)
- I Florio (18/06)
- Tutti al mare - I parte (02/07)
- Tutti al mare - II parte (09/07)
- Pane amaro - I parte (16/07)
- Pane amaro - II parte (23/07)
- 1977. Immagini per un diario ritrovato (06/08)
- Longanesi. Un italiano contro (13/08)
- Habemus papam. Le elezioni pontificie da San Pietro a Benedetto XVI (20/08)
- Romero, voce dei senza voce (27/08)

### 2012
- Vacanze di guerra (02/01)
- La Chiesa altrove (06/01)
- Mussolini. Marcia, morte, misteri (06/07)
- Tre volti del nazismo (13/07)
- Il papa buono (20/07)
- Si salvi chi può. I conti con il fascismo (27/07)
- La croce e la svastica (03/08)
- Mussolini. Soldi, sesso e segreti (10/08)
- Giovanni Paolo I. Il Papa del sorriso (17/08)
- Alcide De Gasperi. Un uomo d'altri tempi (24/08)
- Tuttinclasse! (29/08)
- Mussolini, il cadavere vivente (05/09)
- La Chiesa nel mondo. Cinquant'anni dal Concilio (04/10)
- Gesù di Nazareth (20/12)

#### Serie "Gli Archivi della Storia"
- La croce e la svastica (29/06)
- Per grazia ricevuta (22/06)
- Madre Teresa. La piccola di Dio (15/06)
- Lourdes. La storia (08/06)
- Padre Pio. La storia di un santo (01/06)

### 2013
- La Chiesa del XXI secolo (14/03)
- Pertini. Storia di un presidente (15/04)
- Propaganda (22/04)
- Il Papa buono, di Luigi Bizzarri, consulenza storica di Alberto Melloni (12/07)
- Fascismo: la caduta e le rovine, di Fabio Toncelli e Ilaria Degano (19/07)
- Hitler e Mussolini, di Jean-Cristophe Rosé, Nicola Bertini e Paolo Mattera, consulenza storica di Pierre Milza (26/07)
- Hitler, illusione e inganno, di Ilaria Degano, consulenza storica di Gustavo Corni (02/08)
- Eugenio Pacelli, il principe di Dio, di Luigi Bizzarri, consulenza storica di Alberto Melloni (09/08)
- Paolo VI, il Papa dimenticato, di Luigi Bizzarri, collaborazione Paola Lasi, consulenza storica di Alberto Melloni (16/08)
- Liberate il Duce!, di Fabio Toncelli, consulenza storica di Marco Patricelli e Pasquale Chessa (23/08)
- Verdi, genio italiano, di Maite Carpio, consulenza di Michele Dall'Ongaro  (10/10)
- Italia Expo, di Nicola Bertini, Vanessa Roghi e Nicola Vicenti, consulenza storica di Paolo Mattera (19/12)
- Maria di Magdala, le donne nella Chiesa - Il Papa pellegrino (28/12)

### 2014
- Il Papa buono, di Luigi Bizzarri, consulenza storica di Alberto Melloni (18/04)
- Giovanni Paolo II. La storia di Karol Wojtyla, di Luigi Bizzarri (24/04)
- Serie "Religione": Papa Francesco. La storia di Jorge Bergoglio, di Maite Carpio (29/05)
- Serie "Anniversari":  '15-'18 la nostra guerra di Paola Lasi - 1914 la quiete prima della tempesta di Rosanna Lo Santo (18/07)
- Serie "Come eravamo": La guerra di Mike di Nicola Bertini - Pane e... fantasia. Gli anni della ricostruzione di Ilaria Degano (25/07)
- Serie "Religione": Travolti dalla fede, di Filippo Anastasi - Medjugorie. La storia e la fede, di Fania Petrelli (01/08)
- Hitler e Mussolini (08/08), di Jean-Cristophe Rosé, Nicola Bertini e Paolo Mattera, consulenza storica di Pierre Milza
- Serie "Religione": Giovanni Paolo I. Il Papa del sorriso di Luigi Bizzarri (15/08)
- Serie "Fascismo": Fascismo. Dossier, ricatti e tradimenti, di Enzo Antonio Cicchino (22/08)
- Serie "Inchiesta": 2 dicembre 1943: Inferno su Bari[5] - La guerra in diretta, di Fabio Toncelli (29/08)

### 2015
- Medjugorje, la storia e la fede - La chiesa altrove, preghiera, carità e martirio (02/01)
- La guerra di Mike di Nicola Bertini - Pane e... fantasia. Gli anni della ricostruzione di Ilaria Degano (09/01)
- Fascismo. Dossier, ricatti e tradimenti (16/01)
- In nome della razza. Auschwitz, Mengele, SS, Streicher, Eichmann, di Nicola Bertini (22/01)
- La meglio gioventù (La Grande Guerra. I ragazzi del '99 - I figli della Lupa - I figli del boom) (04/07)
- Fede. Tra speranza, misteri e paura (Natuzza. La mistica di Paravati - Miracoli a Lourdes - Esorcismi. Tra storia e leggenda) (10/07)
- Ventennio segreto (Gli amori proibiti - I denari - La bella principessa) (17/07)
- Come eravamo (L'Italia a due ruote - Gran varietà) (24/07)
- Nazismo, la banalità del male - Anatomia di uno sterminio (31/07)
- Sir Winston Churchill - Il Cavaliere Benito Mussolini (07/08)
- Paolo VI, il Papa dimenticato (14/08)
- Hitler e Mussolini, appuntamento con la morte (21/08)

### 2016
- Giubileo: la storia e la fede (01/01)
- Regine (Marilyn Monroe: Regina di Hollywood - Elisabetta II: Regina d'Inghilterra - First Ladies: Regine della Casa Bianca) (08/01)
- 2 giugno 1946. 70 anni della Repubblica (27/05)
- Vittime e carnefici (03/06)
- Santi, mistiche e apparizioni (10/06)
- Il prezzo della conquista (17/06)
- Donne! (01/07)
- Rotocalco (Capitani coraggiosi - Socialismo. L'ultima utopia) (08/07)
- Americana (Nixon-Kennedy. Duello per la Casa Bianca - Marilyn. Una diva per il Presidente - First Ladies. Le signore di Washington) (15/07)
- Bologna, 2 agosto 1980. La strage (30/07)[6]

### 2017
- La Chiesa in uscita (05/01)
- 1946, Berlino: la caduta degli dei, di Andrea Orbicciani (09/01)
- Hitler e Mussolini a colori, di Jean-Cristophe Rosé e Nicola Bertini (16/01)
- Il Maestro (26/01)
- Memoria di uno sterminio, di Nicola Bertini (30/01)
- Hitler, la post-verità e il bunker, di Elio Mazzacane (06/02)
- Marilyn e i fratelli Kennedy (13/02)
- Carosello, di Rosanna Lo Santo (20/02)
- Ufficiali e gentiluomini, di Elio Mazzacane (27/02)
- La guerra di Mike, di Nicola Bertini - Angelo Lombardi l'amico degli animali (06/03)
- K2 - Bonatti contro tutti, di Peter Freeman (13/03)
- Elisabetta II regina d'Inghilterra, di Marisa Delmonte, Francesca Carli e Andrea Orbicciani (20/03)
- Benedetto XVI: la storia di Joseph Ratzinger (16/04)
- Il dovere di non obbedire: Don Lorenzo Milani (08/06)
- La caduta degli dei - Il fantasma di Mussolini - Il blocco di Berlino (16/06)
- Francesco: viaggio nella sua Chiesa - Medjugorie: verità o menzogna? (23/06)
- Göring, la svastica e la droga - Hitler nella morsa - Bambini e cavie (07/07)
- Mussolini: la gloria e la polvere (14/07)
- Terzo Reich ultimo atto (21/07)
- Tracce di fede (28/07)
- Capitani coraggiosi (04/08)
- Speciale - Armando Trovajoli; Musica per i vostri sogni (02/09)
- Speciale - 50 anni dalla morte di Totò (23/09)
- Speciale - Ernesto Che Guevara (09/10)
- Speciale - 1917 da Caporetto a Vittorio Veneto (29/10)
- Carosello, di Rosanna Lo Santo (21/11) (replica del 20-02)
- Speciale - Toscanini, il maestro, il politico, l'uomo (24/12)
- Tracce del ventennio - Hitler contro Churchill (28/12)

### 2018
- 1938. Le leggi razziali (08/01)
- Europa anno zero 1945-1949 (15/01)
- I colori dell'orrore: la Shoah (22/01)
- Italiani con la valigia (29/01)
- Foibe. La storia e i luoghi (05/02)
- Lourdes: tra fede e scienza (19/02)
- Dalle V2 alla Luna - La fine del Terzo Reich (22/02)
- Morte dal cielo (26/02)
- La svastica e la droga - Hitler contro Churchill: la resa dei conti (01/03)
- Hitler e Mussolini: la fine (08/03)
- L'altro fronte: le donne nella Grande Guerra (12/03)
- Carosello (31/03) (replica del 21/11/2017)
- Ufficiali e gentiluomini (19/04) (replica del 27/02/2017)
- Propagande (15/06)
- Gli anni della vergogna (22/06)
- Campioni (29/06)
- Dietro la prima linea (06/07)
- Regimi e segreti (13/07)
- L'orrore della guerra (20/07)
- Quei complicati anni '70 (27/07)
- Prima e dopo la Grande Guerra (03/08)
- La Grande Guerra a colori: da Caporetto alla pace di Versailles (04/11)
- Tutti a tavola (28/12)

### 2019
- Viaggio in Medio Oriente: Gerusalemme, Teheran, Baghdad (04/01)
- Anniversari - I colori dell'orrore: la Shoah (27/01) (replica del 22/01/2018)
- Anniversari - L'Italia di frontiera: la guerra - Le foibe - L'esodo (10/02)
- Italiani con la valigia (15/02) (replica del 29/01/2018)
- Morte dal cielo (22/02) (replica del 26/02/2018)
- L'altro fronte: le donne nella Grande Guerra (01/03) (replica del 12/03/2018)
- Hitler, la post-verità e il bunker, di Elio Mazzacane (15/03) (replica del 06/02/2017)
- Anniversari - Donne e coraggio: voci contro la mafia (22/03)
- Ufficiali e gentiluomini (22/03) (replica del 27/02/2017)
- Enzo Ferrari. L'uomo e la leggenda (29/03) fa parte della serie "Correva l'Anno" andata in onda il 02/10/2015
- Anniversari - Terremoti in Italia (05/04)
- Anniversari - Italia Libera - Storia di una formazione partigiana (25/04)
- Anniversari - Falcone contro Riina: la guerra di Cosa Nostra (20/05)
- 1929 - La grande crisi (21/06)
- Anniversari - Ustica - Verità senza nomi (27/06)
- Nazismo, l'orrore e la speranza (28/06)
- I muri (05/07)
- 1969 - Le impronte di una generazione (12/07)
- Un lungo dopoguerra (19/07)
- I conti con il Nazismo (26/07)
- Speciale. Bologna, 2 Agosto 1980: la strage(02/08)
- Anniversari - Woodstock: la musica di una rivoluzione (15/08)
- Anniversari - 90 anni dalla crisi del '29 (24/10)
- Anniversari - La notte del muro (08/11)
- Vittime e carnefici (08/12)
- Anniversari - Piazza Fontana. La prima strage (12/12)
- 40 anni di RaiTre (15/12)

#### Serie "Doc"
- Quando eravamo nell'ombra (29/06)
- Cemento. Viaggio nell'Italia del Dopoguerra  (27/09)
- Afroamerica. 50 anni di segregazione razziale (04/10)
- La memoria del condor: giustizia per i Desaparecidos (11/10)
- 1970 Tripoli addio. Quando i profughi eravamo noi (25/10)
- La guerra della chimica. Ascesa e caduta di un'industria italiana (01/11)

### 2020
- Anniversari - Piersanti Mattarella. La buona battaglia (06/01) (replica del 04/01/2010)
- Anniversari - Liliana Segre ricorda (27/01)
- Hitler, la post-verità e il bunker  (07/02) (replica del 06/02/2017)
- Anniversari - L'Italia di frontiera: la guerra, le foibe, l'esodo (10/02) (replica del 10/02/2019)
- Elisabetta II. Regina d'Inghilterra  (12/03) (replica del 20/03/2017)
- Il papa buono  (19/04) (replica del 20/07/2012)
- Anniversari - Italia libera. Storia di una formazione partigiana  (25/04) (replica del 25/04/2019)
- Giovanni Paolo II. La storia di Karol Wojtyla  (17/05) (replica del 24/04/2014)
- Anniversari - Giuseppe Ungaretti. Vita di un uomo  (02/06)
- Prima della tempesta  (26/06)
- Anniversari - Ustica-Verità senza nomi (27/06) (replica del 27/06/2019)
- Roma tra sogno e realtà  (03/07)
- Quasi amici (10/07)
- Paolo VI, il Papa dimenticato  (12/07) (Replica del 14/08/2015)
- Lunga vita alla Regina!  (17/07)
- Giovanni Paolo I, il Papa del sorriso (19/07) (replica del 15/08/2014)
- Anniversari - Paolo Borsellino - i segreti e le menzogne (19/07)
- Le verità nascoste (24/07)
- Propaganda - il grande racconto della guerra (31/07)
- Nazismo, l'orrore e la speranza (07/08) (replica del 28/06/2019)
- I muri (14/08) (replica del 05/07/2019)
- Vittime e carnefici (21/08) (replica del 08/12/2019)
- Anniversari - Roma '60: Le Olimpiadi a misura d'uomo (25/08) (replica del 03/07/2020 prima parte della puntata nei "Fatti")
- Anniversari - Aiutami a fare da solo (31/08)
- Anniversari - Rosario Livatino. Un giudice di frontiera (20/09)
- Anniversari - La grammatica della fantasia - Storia di Gianni Rodari (22/10)
- Anniversari - Arrivederci amore ciao (01/12)
- Anniversari - Piazza Fontana: la prima strage (12/12) (replica del 12/12/2019)

#### Serie "Doc"
- 1970 Tripoli addio. Quando i profughi eravamo noi (31/01) (replica del 25/10/2019)
- La bomba atomica: un modo molto piacevole di morire (10/09) (replica del 20/07/2018 ultima parte della puntata)
- Stupri di guerra (17/09)
- L'uomo che sconfisse Hitler (24/09)
- Il processo Eichmann (01/10)
- Da Guernica a Dresda: la guerra delle bombe in Europa (08/10)
- Starace, il Mastino della rivoluzione fascista (15/10)
- Dino Grandi, il diplomatico (22/10)
- Alessandro Pavolini, l'ultimo fascista (12/11)
- L'uomo che sconfisse Hitler (19/11) (replica del 24/09)

### 2021
- Anniversari - Gianni Agnelli, il dovere e il piacere (12/03)
- Anniversari - Mario Francese l'uomo che scriveva troppo (19/03)
- Anniversari - Italia libera - Storia di una formazione partigiana (25/04) (replica del 25/04/2019 e 2020)
- Anniversari - Agguato al Papa (13/05)
- Anniversari - Gianni Agnelli, il dovere e il piacere (05/06) (replica del 12/03)
- Anniversari - Mario Francese: l'uomo che scriveva troppo (12/06) (replica del 19/03)
- Anniversari - Ustica, verità senza nomi (26/06) (replica del 27/06/2019 e 2020)
- Anniversari - Il G8 di Genova, la ricerca della verità (23/07)
- Dio salvi la regina (30/07)
- Anniversari - Sergio Zavoli. Storia di un cronista (04/08) (puntata replicata l'11/09)
- La monarchia breve (06/08)
- Terremoto dall'Est (13/08)
- Anniversari - URSS addio (19/08) (replica del 13/08/2021 ultima parte della puntata)
- Medio Oriente: il grande intrigo (27/08)
- Mussolini, Hitler e... gli altri (03/09)
- Anniversari - Rosario Livatino. Un giudice di frontiera (18/09) (replica del 20/09/2020)
- Anniversari - L'Italia di Licio Gelli: la P2 e la Commissione d'inchiesta (23/09)
- Anniversari - La grammatica della fantasia - Storia di Gianni Rodari (25/09) (replica del 22/10/2020)
- Anniversari - URSS addio (02/10) (replica del 19/08)
- Anniversari - Piazza Fontana - La prima strage (12/12) (replica del 12/12/2019)
- Anniversari - Giorgio Bocca. Partigiano sempre (29/12)

#### Serie "Doc"
- Einsatzgruppen: le squadre della morte di Hitler (14/01) (replica del 13/07/2018)
- La memoria del condor: giustizia per i Desaparecidos (04/09) (replica dell'11/10/2019)

### 2022
- Anniversari - Eco, unico e multiplo (05/01)
- Anniversari - Giorgio Bocca. Partigiano sempre (21/01) (replica del 29/12/2021)
- Anniversari - Come si nasconde un genocidio (27/01)
- Anniversari - Mani Pulite: il crollo della Prima Repubblica (17/02)
- Anniversari - Gianni Agnelli, il dovere e il piacere (25/02) (replica del 12/03/2021)
- Anniversari - Jugoslavia addio (11/03)
- Anniversari - Giangiacomo Feltrinelli - Una scelta di vita (18/03)
- Anniversari - Mario Francese: l'uomo che scriveva troppo (21/03) (replica del 19/03/2021)
- Anniversari - Aiutami a fare da solo (01/04) (replica del 31/08/2020)
- Anniversari - Enrico Berlinguer l'ultimo leader (24/05)
- Anniversari - 40 anni di Rai Tre (11/07) (replica del 15/12/2019)
- Hitler: la lunga fine (11/08)
- Anniversari - In cerca di Elsa Morante. Storia di una scrittrice (18/08)
- Noi siamo i giovani (18/08)
- Britannia (25/08)
- Giovanni Paolo I: il Papa del sorriso (01/09) (replica del 06/12/2006)
- L'8 settembre (08/09)
- Anniversari - Il generale Carlo Alberto dalla Chiesa (27/09)
- Anniversari - Due papi e 2500 vescovi. Il Concilio Vaticano II (11/10)
- Anniversari - La marcia su Roma (27/10)